# Ciudad Guayana
Ciudad Guayana (bivši Santo Tomé De Guayana) je grad na sjeveroistoku Venezuele u saveznoj državi Bolívar, razvijen industrijski centar i velika riječna luka od 769 400 stanovnika.

## Zemljopisne karakteristike
Ciudad Guayana leži na ušću rijeke Caroni u Orinoco, rastegnut 40 km duž desnih obala tih velikih rijeka. Zapravo je to niz naselja izraslih 1950-ih nakon otkrića velikih količina ruda na zapadnim padinama Gvajanske visoravni. 
Grad je udaljen 108 km istočno od svog administativnog središta Ciudad Bolívarai 680 km jugoistočno od glavnog grada Caracasa. U samom gradu nalaze se dva velika vodopada na rijeci Caroni Cachamay i Llovizna.
Ciudad Guayana je planski izgrađen grad, u skladu s tadašnjim najsuvremenijim urbanističkim tendencijama, s posebnim zonama za stanovanje, rekreaciju, trgovinu i industriju. Grad ima rezervirani teren od 160 km za buduće širenje, dio grada od 223 hektara između Slapova Llovizna na Caroniju i brane Macagua rezerviran je za Park prirode. Izgradnjom i razvojem grada upravlja Corporacion Venezolana de Guayana (CVG), osnovana 1960.

## Povijest
Do tog dijela Venezuele prvi je dospio (od europljana) španjolski istraživač i konkvistador - Diego de Ordaz 1532. i proglasio ga španjolskim posjedom. Prvo naselje u tom kraju Santo Tomé de Guayana), osnovano je 1576. na platou Chirica (danas je tu centar grada San Felix) tu su Bolivarovi republikanci u ratu za nezavisnost porazili španjolske rojaliste 1817. u Bitci kod San Felixa.
Orinoco Mining Company je 1952. otpočeo izgradnju naselja Puerto Ordaz, kao svog sjedišta za iskorištavanje i preradu velikih količina željezne rudače koja su tih godina pronađena pored grada.
Grad je službeno osnovao parlament Venecuele 1961., ujedinjujući gradove Puerto Ordaz (današnji novi moderni centar grada), San Félix (stara luka na Caroniju), Matanzas (velika čeličana), Caruachi, Castillito (željezna zona, u kojoj su naselja El Pao, Cerro Bolívar, San Isidro, Palúa i Ciudad Piar), El Callao (rudnici zlata), i akomulaciona jezera s hidroelektranama na rijeci Caroni Macagua i Guri koja su proglašena parkovima za odmor. Grad je dobio ime po povijesnoj pokrajini Gvajana, kako se nekad zvala savezna država Bolivar, odnosno istočni dio Venezuele.
Veliki zahvat za grad i državu bio je izgradnja mosta Angostura (dovršen 1967.) preko Orinoco kojim je omogućena lakša veza s Ciudad Bolívarom i ostatkom zemlje, grada i cijele regije Gvajana.

## Gospodarstvo i prijevoz
Ciudad Guayana je grad velikih industrijskih pogona za preradu ruda s nalazišta u okolici; čelik, aluminij, dijamanti, celuloza i papir.  Pored velikih industrijskih pogona izrasli su i brojni manji, vatrostalna opeka, prerada drva ...
Grad je i velika luka za rude, one se riječnim brodovima prevoze po Caroniju, a zatim pretovaruju u velike prekoceanske brodove koji preko Orinoca bez problema doplovljavaju do luke.
U gradu se nalazi zračna luka Manuel Carlos Piar Guayana (IATA kod: PZO, ICAO kod: SVPR) s vezama prema svim većim gradovima u zemlji.

## Vanjske poveznice
- Ciudad Guayana na portalu Encyclopedia Britannica (engl.)
- Ciudad Guayana na portalu Venezuelatuya (šp.)